# Wiktor Docenko (piłkarz)
Wiktor Petrowycz Docenko, ukr. Віктор Петрович Доценко (ur. 10 grudnia 1975) – ukraiński piłkarz grający na pozycji obrońcy, a wcześniej pomocnika.

## Kariera piłkarska

### Kariera klubowa
Wychowanek Szkoły Piłkarskiej Zmina Kijów. Pierwszy trener A.T.Aleksiejenko. Potem kontynuował naukę w Internacie Sportowym w Kijowie pod kierownictwem Fedira Medwidia. W 1993 rozpoczął karierę piłkarską w amatorskim zespole Olimpik Kijów. W następnym podpisał swój pierwszy profesjonalny kontrakt z Karpatami Lwów. Grał również na wypożyczeniu w Skale Stryj. Na początku 1995 został zaproszony do Szachtara Donieck, jednak przez wysoką konkurencję był zmuszony grać w drugiej drużynie Szachtara oraz na zasadach wypożyczenia w klubach LAZ Lwów, Nywa Tarnopol, Metałurh Donieck, Krywbas Krzywy Róg, Stal Ałczewsk. Latem 1998 został piłkarzem SK Mikołajów, dokąd zaprosił go trener Anatolij Końkow. Na początku 1999 razem z trenerem przeszedł do Worskły Połtawa. W końcu 2002 przez opóźnienia z wypłatą wynagrodzenia opuścił połtawski klub i na początku 2003 podpisał kontrakt z Czornomorcem Odessa, w którym pełnił obowiązki kapitana drużyny. Latem 2006 przeniósł się do Zorii Ługańsk. Do zimy 2007 rozegrał 13 meczów, a potem postanowił zakończyć karierę piłkarską. Później powrócił do Odessy i występował w amatorskich zespołach, m.in. Digital Odessa.

### Kariera reprezentacyjna
W 1994 występował w juniorskiej reprezentacji Ukrainy.

## Sukcesy i odznaczenia

### Sukcesy klubowe
- brązowy medalista Mistrzostw Ukrainy: 2006